# Boyolangu (Giri)
Boyolangu is een bestuurslaag in het regentschap Banyuwangi van de provincie Oost-Java, Indonesië. Boyolangu telt 5013 inwoners (volkstelling 2010).